# Suiza en los Juegos Olímpicos de Salt Lake City 2002
Suiza estuvo representada en los Juegos Olímpicos de Salt Lake City 2002 por un total de 110 deportistas que compitieron en 13 deportes.  
El portador de la bandera en la ceremonia de apertura fue el deportista de snowboard Gian Simmen.

## Medallistas
El equipo olímpico suizo obtuvo las siguientes medallas:
| Nombre                                                                             | Deporte         | Competición                |
| ---------------------------------------------------------------------------------- | --------------- | -------------------------- |
| Oro                                                                                |                 |                            |
| Simon Ammann                                                                       | Saltos en esquí | Trampolín normal M         |
| Simon Ammann                                                                       | Saltos en esquí | Trampolín grande M         |
| Philipp Schoch                                                                     | Snowboard       | Eslalon gigante paralelo M |
| Plata                                                                              |                 |                            |
| Christian Reich Steve Anderhub                                                     | Bobsleigh       | Doble M                    |
| Luzia Ebnöther Mirjam Ott Tanya Frei Laurence Bidaud Nadia Röthlisberger           | Curling         | Equipo F                   |
| Bronce                                                                             |                 |                            |
| Martin Annen Beat Hefti                                                            | Bobsleigh       | Doble M                    |
| Andreas Schwaller Christof Schwaller Markus Eggler Damian Grichting Marco Ramstein | Curling         | Equipo F                   |
| Sonja Nef                                                                          | Esquí alpino    | Eslalon gigante F          |
| Andrea Huber Laurence Rochat Brigitte Albrecht-Loretan Natascia Leonardi Cortesi   | Esquí de fondo  | 4 × 5 km F                 |
| Gregor Stähli                                                                      | Skeleton        | Individual M               |
| Fabienne Reuteler                                                                  | Snowboard       | Halfpipe F                 |